# Казыят
Казыя́т или казия́т (узб.  и тадж. қозиёт, кирг.  и каракалп. қазыят, каз. қазият от араб. قاضي‎, судья) — территориальное подразделение муфтията, возглавляемое казыем и напрямую подчиняющееся верховному муфтию. Соответствует епархии в христианских церквях. В советское время казыяты были распространены в регионах традиционного проживания мусульман. После распада СССР многие из них превратились в самостоятельные муфтияты.

## История

### В советское время
После съезда (курултай) мусульман в Ташкенте 20-23 октября 1943 года, где было учреждено Духовное управление мусульман Средней Азии и Казахстана (САДУМ), в каждой из пяти республик были созданы казыяты во главе с казыями: ишан Бабахан стал казыем Узбекской ССР (и муфтием САДУМ), Абд аль-Гаффар Шамсутдинов — Казахской ССР, Солих Бобокалонов — Таджикской ССР, Олимхон-тура Шокиров — Киргизской ССР и Шайх Анна-ишан — Туркменской ССР.

### После распада СССР
Спустя несколько лет после распада СССР, в 1993 году казыяты САДУМ прекратили своё существование. Ещё в 1990 году глава казыята Казахстана Ратбек Нысанбев созвал съезд мусульман страны, где было создано Духовное управление мусульман Казахстана (САДУМ отказалось признавать это решение). В организационной структуре ДУМК на сегодняшний день нет казыятов, а роль представителей муфтия в регионах выполняют имамы (каз. өкіл имам).
Вместо казыятов в Узбекистане и Кыргызстане были созданы отдельные Духовные управления. Духовное управление мусульман Кыргызстана возглавил бывший казый Кимсанбай Абдрахманов. Казыятами в Кыргызстане стали называться территориальные подразделения муфтията внутри страны. Существуют Чуйский, Иссык-Кульский, Нарынский, Таласский, Ошский, Баткенский и Джалал-Абадский казыяты, а также казыяты городов Ош и Бишкек. При Духовном управлении мусульман Узбекистана существует Казият мусульман Каракалпакстана.
В нескольких регионах Российской Федерации (Курганская, Свердловская, Омская области, Приморский край и др.) существуют Казыятские управления при духовных управлениях мусульман.